# Такелот (жрець Амона)
Такелот (д/н — бл. 775 до н. е.) — давньоєгипетський політичний діяч, верховний жрець Амона у Фівах у 800—775 роках до н. е.

## Життєпис
Був сином Німлота з Гераклеополіса, напевне, був якимось родичем верховному жерцю Німлоту (напевне, його небожем). Але низка дослідників вважають Такелота саме сином цього Німлота.
Стає верховним жерцем близько 800 року до н. е. (після Харсієса II, троюрідного брата). Про цього верховного жерця у папірусах згадується лише у 798 році до н. е. та 795 році до н. е. у написі про рівень Нілу в нілометрі в Карнаку. Ймовірно вплив та можливості верховного жерця на цей період зменшилися до контролю за розливом Нілу та збереженням внутрішнього спокою в місті.